# Veněra 1
Veněra 1 (Венера 1) byla první planetární sondou, která byla kdy lidstvem vyslána do vesmíru. Stalo se tak v rámci projektu Veněra dne 12. února 1961 v 00:34:36 UTC z kosmodromu Bajkonur na území Sovětského svazu, který sondu i sestrojil. Dodatečně získala označení COSPAR 1961-003A. Sondu vynesla raketa Molnija.

## Konstrukce
Sonda měla tvar válce vysokého přes 2 metry. Byla opatřena slunečními bateriemi a anténami. Na palubě byl instalován magnetometr a detektor ionizovaných částic a mikrometeoritů.
Uvnitř sondy byla malá titanová koule se státním znakem SSSR a symbolikou drah čtyř planet kolem Slunce (Merkur, Venuše, Země a Mars).

## Průběh letu
Po úspěšném startu se dostala na oběžnou dráhu Země ve výšce 196-275 km. Pak díky zapálení posledního stupně rakety získala druhou kosmickou rychlost cca 4 km/s a dostala se tak na oběžnou dráhu kolem Slunce. Pak měla následovat korekce dráhy. Sonda se však během cesty po prvním týdnu odmlčela ve vzdálenosti 2 miliónů km od Země a komunikace s ní již nebyla následně obnovena. Dle výpočtů trajektorie její dráhy bylo zjištěno, že nejspíše proletěla 20. května 1961 kolem Venuše ve vzdálenosti pouhých 100 000 km.